# Trophy Club
Trophy Club est une ville située en limite des comtés de Denton et de Tarrant, au Texas, aux États-Unis,.

## Démographie
Lors du recensement de 2010, la ville comptait une population de 8 024 habitants. Elle est estimée, en 2017, à 12 340 habitants.

## Éducation
Les écoles sont gérées par le Northwest Independent School District. 
Les écoles sont Lakeview Elementary, Samuel Beck Elementary, Medlin Middle School et Byron Nelson High School.

### Source de la traduction
- (en) Cet article est partiellement ou en totalité issu de l’article de Wikipédia en anglais intitulé « Trophy Club, Texas » (voir la liste des auteurs).